# イッチー&スクラッチー
『イッチー&スクラッチー』（The Itchy & Scratchy Show）は、 アニメ『ザ・シンプソンズ』の本編中に登場する架空のアニメ番組（劇中劇）である。
架空のテレビ番組『Krusty the Klown TV show』内において放送されているという設定。クラスティが司会を務めるこの番組はバートやリサ・シンプソンのお気に入りであり、シンプソンズ内の他のキャラクター達もこの番組を見ている。

## 概要
本編中における劇中劇として区別されており、擬人化された青いねずみのイッチー（声：ダン・カステラネタ/紗ゆり→柚木尚子、石上裕一〈劇場公開版〉）が、擬人化された黒猫のスクラッチー（声：ハリー・シェアラー/飛田展男→佐伯美由紀、多田野曜平〈劇場公開版〉）を骨抜きにするという内容である。初出は『ザ・トレーシー・ウルマン・ショー』内で放送された『ザ・バート・シンプソン・ショー』の1988年11月20日放送分。
ザ・シンプソンズがレギュラー化してからは、第1シーズン第4話「ホーマーの大決心」（"There's No Disgrace Like Home"）で初めて登場した。
猫がねずみを追いかけ、しばしば暴力的な描写が入るので、多くのファンがこの番組を初期の『トムとジェリー』のパロディーであると考えている。

## 作中での歴史

### 起源
『ザ・シンプソンズ』本編によると、チェスター・J・ランプウィックが1919年にイッチーを生み出し、本来イッチーの著作権を持っているのは彼である（フィリックスもこの年に誕生）。ランプウィックは、「暴力アニメの父」としてもよく知られていた。
ロジャー・メイヤーズ・シニアがイッチーを盗用し、1921年にイッチー&スクラッチー・スタジオをつくった。当初イッチーは「Itchy the Lucky Mouse」（『オズワルド・ザ・ラッキー・ラビット』のパロディ）と呼ばれていて、ランプウィックの作品で初めて出てきたのは「Manhattan Madness」である。
スクラッチーの初登場作は、1928年の『That Happy Cat』（ミッキーマウスもこの年に誕生）。この14秒間だけの映画は、口笛を吹いて帽子を傾ける猫が、みすぼらしい演技をするという内容である。スクラッチーの本当の作者は不明で、メイヤーズがイッチーのときと同じ方法で盗作したとも考えられる。
数年後、イッチーとスクラッチーは『蒸気船イッチー』（ミッキー・マウスが主演の『蒸気船ウィリー』のパロディ）で競演する。

### 過去
『ザ・シンプソンズ』という作品自体、時間軸が自在に変動するため、ここで言う過去とは、本編より前の時間のことを示す。
本編中の描写によると、イッチー&スクラッチーは戦時中にラジオ番組のシリーズと、「Pinitchio」と「Scratchtasia」（前者は『ピノキオ』、後者は『ファンタジア』のパロディ）で最低2本は映画に 、そしてララミー・シガレッツ（『原始家族フリントストーン』へのかつぎである）のテレビCM に出演した。作品は概ね人々に支持されたが、『ナチは我々より偉大なスーパーマンである』という作品のような例外もあった。
一時期、イッチーとスクラッチーに加えて脇役たちが、『Itchy & Scratchy & Friends Hour』に出演。その脇役たちとは、Uncle Ant、Disgruntled Goat、Dinner Dog、Flatulent Fox、Ku Klux Klam と Rich Uncle Skeleton たちのことであった。これらのキャラクターは余分なサブキャラクター達をパロディーしており、彼らは番組内で視聴者の興味を少しでもひきつけようと努力した。

### 現在
『ザ・シンプソンズ』という作品自体、時間軸が自在に変動するため、ここで言う現在とは、本編中の出来事を指す。
イッチー&スクラッチー・スタジオは現在、創設者の子である ロジャー・メイヤーズ・ジュニアが運営している。この企業はランプウィックが訴訟で要求した800億ドルの賠償金が支払えずに一度倒産するが、Mr. ZIPのポージングがスクラッチーの模倣であるとしてアメリカ合衆国郵便公社から多額の和解金を受け取ったことで立ち直った。
現在この番組は、『Krusty the Klown show』内のミニコーナーとして放送されている。一時期 Gabbo が番組をのっとった際は、その番組の中で放送されていた 。
マージ・シンプソンによる暴力番組反対キャンペーンが展開されたときは、番組から暴力シーンは排除されたが、マージが信用されなくなってからは、元の暴力的な内容に戻った 。ちなみにパロディ元であるトムとジェリーのうち、テレビシリーズ『新トムとジェリー』は規制によって暴力的なシーンが排除された。
また、この番組はアカデミー賞受賞作品のパロディ、テーマパークからミュージカルまで、さまざまなものをたくさん作ってきた。
このアニメが韓国で放送される際、シンプソンズ自体のように見える。ジューン・ベラミー（ジューン・フォーレイという声優のモノマネ）が、イッチーとスクラッチーの両方の声を当てている。

### プーチーの存在
「The Itchy & Scratchy & Poochie Show」において、イッチーとスクラッチーのコンビにプーチーという犬のキャラクターが加わる。『ザ・シンプソンズ』第8シーズン第167話「ホーマーの声優チャレンジ」のあらすじによると、脚本的な二者関係として番組が成り立っていると感じた脚本家が「ただの見せ掛けになってしまう」という反対意見を押しのけて、プロデューサーはこの番組を古臭く感じており、番組を面白くするためには新しいキャラクターが必要であると考え、プーチーの登場を決めた。ホーマー・シンプソンは『イッチー&スクラッチー』の「The Beagle Has Landed」という回でプーチーの声を当てる仕事をもらう。プーチーは視聴者全体に軽蔑されると見たマーケティング部により、ホーマーの反対もむなしく、プーチーは2度目の登場で殺されてしまう。これらのあらすじは、しばしば番組自体の人気が衰えたり子役が大きくなったなどの理由で、かつて有名だったスターを新キャラクターとして採用するなどして、番組をリニューアルしたように見せる番組を風刺している。
しかしながらプーチーは、第10シーズン第207話「ハロウィンスペシャルIX〜道への扉〜」（"Treehouse of Horror IX" ）の第2話目において、スケートボードに乗っていたときに、バート・シンプソンとリサ・シンプソンを追いかけていたイッチーとスクラッチーにぶつかってしまう。このときは、ダン・カステラネタが再び声を当て、日本語版でも大平透が再び演じた。

### イッチー&スクラッチー: ムービー
第4シーズン第65話「ホーマーのおしおき」（"Itchy and Scratchy: The Movie"）という話では、猫とねずみのデュオが8ヶ月間映画を公開しているうちに、商業的かつ辛らつな好みになっていく。40年後の未来では、この作品は古典アニメーションとして賞賛される。その映画のノベライズはノーマン・メイラーが担当。リサはこの映画は自分の世代を象徴するものだと言い、月に立つことと比べた。また、この映画には、イッチーがスクラッチーを貨物列車で轢くためだけに鉄道工学を修得するシーンがある。
「蒸気船イッチー」（『蒸気船ウィリー』）、「Scratchtasia」（『ファンタジア』）、「Pinitchio」（『ピノキオ』）等の短編作品といった、多くの面において、イッチー&スクラッチーはディズニー映画のパロディを行っている。
『イッチー&スクラッチー』は、しばしば周りの状況と合わさった描写をする。例えばシンプソンズ家の子供たちが養子に出されたとき彼らは『イッチー&スクラッチー』で似たようなテーマの話を見ており、ホーマーがNASAに新しく入ってきたとき彼は『2001年宇宙の旅』と『エイリアン』を露骨にかつ残酷にパロディした回を見ていた。
また、『イッチー&スクラッチー』は時々、有名な監督の作品をパロディすることがある。「Reservoir Cats」という話では、クエンティン・タランティーノがゲスト監督として招かれ、自身の作品である『レザボア・ドッグス』と『パルプ・フィクション』をパロディした。また別の回ではオリバー・ストーンがゲスト監督として招かれ、自身の作品である『JFK』で、かつてジャック・ルビーがリー・ハーヴェイ・オズワルドを暗殺したのと似たような方法で、イッチーがスクラッチーを射殺する。
第7シーズン第146話「「イッチー&スクラッチー」を救え!」（"The Day the Violence Died"）という話では、「Itchy & Scratchy meet Fritz the Cat」というタイトルの、1970年代の成人指定映画の映像が流れる。ザ・シンプソンズの登場人物であるコミック・ブック・ガイはこの回において、性的シーン及び薬物乱用シーンがあまりにも大っぴらだった、というだけの理由で海賊版が出回ったと話している。

## 背景

### 起源
『イッチー&スクラッチー』の初回放送は、1988年11月20日に放送されたトレイシー・ウルマンショー時代の短編アニメ『シンプソンズ・ショート』のエピソード「ザ・バート・シンプソン・ショー」であり、この作品はトムとジェリー、及びその他猫とねずみの出てくるアニメを基にしている。作品の製作者であるマット・グレイニングは、子供の頃、友人とそのとき放送されていた作品よりずっと暴力的な作品ができたらどんなに面白いことかと空想していた。イッチーとスクラッチーという名前は『チュースケとチュータ』（Pixie and Dixie and Mr. Jinks)に出てくる2匹のねずみからインスパイアされている。
ザ・シンプソンズの監督兼プロデューサーであるデヴィッド・シルヴァーマンは、この番組はHerman and Katnipを基にしていると述べている。
さらに、First Principles Institute for Scientific Information Web Journalでビル・カウフマンがイッチーとスクラッチーをあえて取り上げた理由を述べている。カリフォルニア州北部とオレゴン州南部がそれぞれの州から脱退してジェファーソン州を1941年に作り上げようとした際、ジェファーソン州の首都になるはずだったカリフォルニア州のワイリーカでパレードが行われたことを指摘している。カウフマンは「就任式の日には、たいまつを持ったパレードで、イッチーとスクラッチーという名の熊の兄弟が先頭に立った」と述べている。
グレイニングがオレゴン州にずっと住んでいるからというものもあってか、公にはしていないが、多くの番組名はポートランドにある地名から取られている。

### 発展
『イッチー＆スクラッチー』は『ザ・シンプソンズ』の内容を充実させたいときや 、脚本家が風刺したいような出来事が現実に起きたときによく登場する。これらの短編は脚本家にとって難しく、制作したりタイトルを考え出すのに時間がかかり、結局たくさんある放送時間を少ししか使えないのである。イッチー&スクラッチーというのは、ギャグを次から次へと生み出す点においては、ほぼ共同作業といってもよく、多くのエピソードにおいてしばしばイッチー&スクラッチーのためのアイデアを出してきたジョン・シュワルツウェルダーは、この作品をとても気に入っている。
「ホーマーの声優チャレンジ」（S8E167）のように番組の舞台裏を描いた作品では、スタッフの姿が見える。この中の人物のほとんどは、実際の『ザ・シンプソンズ』のスタッフである。初めて登場した制作デスクのうち前列右の角にいてヤリイカのTシャツを着ている人物は、デヴィッド・X・コーヘンである。左側にいる人物のうち一番奥にいるのはビル・オークリーであり、その隣にいるのはジョシュ・ウェインスタインである。ジョシュ・ウェインスタインのとなりにいるのがジョージ・メイヤーであり、堂々と意見を言ってクビにされてしまう。プーチーをデザインしているところを見せたアニメーターは総監督であるデヴィッド・シルヴァーマン。ダン・マクグラス、イアン・マクストン・グラハム、ドニック・キャリー、ロン・ヒューグ、ネッド・ゴールドレイヤーや マイク・スクリーといったスタッフは、正確な写真のないアニメーターということで、後から参加せざるを得なくなった。

## 文化的影響
2006年 IGN.com の「Top 25 Simpsons Peripheral Characters」において、イッチー&スクラッチーは10位にランクインし、アニメにおける暴力シーンがいかに面白いかを見せてくれたということで、アニメの鑑とも称された。2007年、『ヴァニティ・フェア』誌は「The Itchy & Scratchy & Poochie Show」が、ネットワークの影響、テレビのファンという名の影の憑依、最盛期を過ぎてどうにか生き残っているテレビ番組等を古典的に風刺したこの話は、メタ・セレブレーションであり、ザ・シンプソンズの質が年々落ちてきたと考えるものへの皮肉じみた風刺返しとして、『ザ・シンプソンズ』という番組の歴史の中で6番目によかったエピソードと称した。『Todd Gilchrist』は、（イッチー&スクラッチーだけで）簡単にひとまとめにして売ることができたとして、イッチー&スクラッチーを名作としている。コミック・ブック・ガイの「今まで見た中で最悪な作品」という表現は、『The A.V. Club』でよく使用される言葉として、毎日使っている言葉から来たものである。

### ゲームソフト
『The Itchy and Scratchy Game』というゲームソフトがかつて、メガドライブ、ゲームギア、Super Nintendo Entertainment System、ゲームボーイ用のソフトとして販売されたことがあり、『Itchy and Scratchy in Miniature Golf Madness』というソフトもゲームボーイ用に販売された。
SNES/ジェネシス用ゲーム『バートの不思議な夢の大冒険』にもイッチーとスクラッチーは大いに活躍した他、PS2/Wii/Xbox 360/ニンテンドーDS/PSP用ソフトである『ザ・シンプソンズ・ゲーム』の中の"Grand Theft Scratchy"にもイッチーとスクラッチーは登場している 。